# A Dél-afrikai Unió az 1956. évi nyári olimpiai játékokon
A Dél-afrikai Unió az ausztráliai Melbourne-ben és a svédországi Stockholmban megrendezett 1956. évi nyári olimpiai játékok egyik részt vevő nemzete volt. Az országot az olimpián 10 sportágban 50 sportoló képviselte, akik összesen 4 érmet szereztek.

## Érmesek
| Érem  | Versenyző                                                      | Sportág      | Versenyszám              |
| ----- | -------------------------------------------------------------- | ------------ | ------------------------ |
| Bronz | Alfred Swift                                                   | Kerékpározás | Férfi egyéni időfutam    |
| Bronz | Henry Loubscher                                                | Ökölvívás    | Kisváltósúly             |
| Bronz | Daniel Bekker                                                  | Ökölvívás    | Nehézsúly                |
| Bronz | Moira Abernethy Jeanette Myburgh Natalie Myburgh Susan Roberts | Úszás        | Női 4 × 100 m gyorsváltó |

## Atlétika
Férfi
| Versenyző      | Versenyszám | Előfutam | Előfutam | Negyeddöntő | Negyeddöntő | Elődöntő | Elődöntő | Döntő         | Döntő         |
| Versenyző      | Versenyszám | Idő      | Hely.    | Idő         | Hely.       | Idő      | Hely.    | Idő           | Helyezés      |
| -------------- | ----------- | -------- | -------- | ----------- | ----------- | -------- | -------- | ------------- | ------------- |
| Malcolm Spence | 400 m       | 47,7     | 1.       | 47,1        | 2.          | 47,2     | 2.       | 48,3          | 6.            |
| Danie Burger   | 110 m gát   | 14,4     | 3.       |             | 15,0        | 6.       | kiesett  | kiesett       |               |
| Gert Potgieter | 400 m gát   | 52,0     | 2.       |             | 51,3        | 3.       | 56,0     | 6.            |               |
| Jan Barnard    | Maraton     |          |          |             |             |          |          | nem ért célba | nem ért célba |
| Mercer Davies  | Maraton     |          |          |             |             |          |          | 2:39:48       | 14.           |

| Versenyző        | Versenyszám   | Selejtező | Selejtező | Döntő    | Döntő    |
| Versenyző        | Versenyszám   | Eredmény  | Helyezés  | Eredmény | Helyezés |
| ---------------- | ------------- | --------- | --------- | -------- | -------- |
| Neville Price    | Távolugrás    | 728 cm    | 11.       | 728 cm   | 7.       |
| Fanie du Plessis | Diszkoszvetés | 50,69 m   | 2.        | 48,49 m  | 13.      |

Női
| Versenyző     | Versenyszám | Előfutam | Előfutam | Elődöntő | Elődöntő | Döntő   | Döntő    |
| Versenyző     | Versenyszám | Idő      | Hely.    | Idő      | Hely.    | Idő     | Helyezés |
| ------------- | ----------- | -------- | -------- | -------- | -------- | ------- | -------- |
| Elaine Winter | 100 m       | 12,5     | 4.       | kiesett  | kiesett  | kiesett | kiesett  |
| Elaine Winter | 80 m gát    | 11,1     | 2.       | 11,3     | 5.       | kiesett | kiesett  |

| Versenyző      | Versenyszám | Selejtező | Selejtező | Döntő    | Döntő    |
| Versenyző      | Versenyszám | Eredmény  | Helyezés  | Eredmény | Helyezés |
| -------------- | ----------- | --------- | --------- | -------- | -------- |
| Hermina Geyser | Magasugrás  | 158 cm    | =4.       | 164 cm   | =8.      |

## Birkózás
Szabadfogású
| Versenyző            | Versenyszám | 1. forduló                          | 1. forduló | 1. forduló | 2. forduló                  | 2. forduló | 2. forduló | 3. forduló                            | 3. forduló | 3. forduló | 4. forduló               | 4. forduló | 4. forduló | 5. forduló        | 5. forduló | 5. forduló | 6. forduló        | 6. forduló | 6. forduló | Döntő             | Döntő   | Döntő   | Helyezés    |
| Versenyző            | Versenyszám | Ellenfél Eredmény                   | Pont       | Hely.      | Ellenfél Eredmény           | Pont       | Hely.      | Ellenfél Eredmény                     | Pont       | Hely.      | Ellenfél Eredmény        | Pont       | Hely.      | Ellenfél Eredmény | Pont       | Hely.      | Ellenfél Eredmény | Pont       | Hely.      | Ellenfél Eredmény | Pont    | Hely.   | Helyezés    |
| -------------------- | ----------- | ----------------------------------- | ---------- | ---------- | --------------------------- | ---------- | ---------- | ------------------------------------- | ---------- | ---------- | ------------------------ | ---------- | ---------- | ----------------- | ---------- | ---------- | ----------------- | ---------- | ---------- | ----------------- | ------- | ------- | ----------- |
| Abe Geldenhuys       | 62 kg       | Nászer Givehcsi (IRI) · 0-3         | 3          | =8.        | Galántai Bálint (HUN) · 3-0 | 4          | 9.         | Myron Roderick (USA) · 0-3            | 7          | 9.         | kiesett                  | kiesett    | kiesett    | kiesett           | kiesett    | kiesett    |                   |            |            | kiesett           | kiesett | kiesett | helyezetlen |
| Coenraad de Villiers | 73 kg       | erőnyerő                            | 0          | =1.        | Mitko Petkov (BUL) · 3-0    | 1          | =2.        | Muhammad Latif (PAK) · 3-0            | 2          | =2.        | Nabi Sorouri (IRI) · 0-3 | 5          | =4.        |                   |            |            |                   |            |            | kiesett           | kiesett | kiesett | 4.          |
| Manie van Zyl        | 79 kg       | Bengt Lindblad (SWE) · 0-3          | 3          | =9.        | Bakshish Singh (IND) · 3-0  | 4          | =8.        | Georgij Szhirtladze (URS) · kétvállas | 7          | =9.        | kiesett                  | kiesett    | kiesett    | kiesett           | kiesett    | kiesett    |                   |            |            | kiesett           | kiesett | kiesett | helyezetlen |
| Jan Theron           | 87 kg       | Gholamreza Takhti (IRI) · kétvállas | 3          | =7.        | Kevin Coote (AUS) · 3-0     | 4          | =6.        | Peter Blair (USA) · kétvállas         | 7          | =8.        | kiesett                  | kiesett    | kiesett    | kiesett           | kiesett    | kiesett    | kiesett           | kiesett    | kiesett    | kiesett           | kiesett | kiesett | helyezetlen |

## Kerékpározás

### Országúti kerékpározás
| Versenyző                                             | Versenyszám          | Idő           | Helyezés      |
| ----------------------------------------------------- | -------------------- | ------------- | ------------- |
| Robert Fowler                                         | Mezőnyverseny        | nem ért célba | nem ért célba |
| Jan Hettema                                           | Mezőnyverseny        | nem ért célba | nem ért célba |
| Charles Jonker                                        | Mezőnyverseny        | nem ért célba | nem ért célba |
| Alfred Swift                                          | Mezőnyverseny        | nem ért célba | nem ért célba |
| Versenyző                                             | Versenyszám          | Pont          | Helyezés      |
| Robert Fowler Jan Hettema Charles Jonker Alfred Swift | Csapat mezőnyverseny | nem ért célba | nem ért célba |

### Pálya-kerékpározás
| Versenyző        | Versenyszám  | 1. forduló                                         | 1. forduló | Vigaszág selejtező                         | Vigaszág selejtező | Vigaszág döntő               | Vigaszág döntő | Negyeddöntő                        | Elődöntő             | Döntő                | Helyezés |
| Versenyző        | Versenyszám  | Ellenfelek Győztes idő                             | Hely.      | Ellenfelek Győztes idő                     | Hely.              | Ellenfél Győztes idő         | Hely.          | Ellenfél Győztes idő               | Ellenfél Győztes idő | Ellenfél Győztes idő | Helyezés |
| ---------------- | ------------ | -------------------------------------------------- | ---------- | ------------------------------------------ | ------------------ | ---------------------------- | -------------- | ---------------------------------- | -------------------- | -------------------- | -------- |
| Thomas Shardelow | Férfi egyéni | Boris Romanov (URS) · Anésio Argenton (BRA) · 12,4 | 2.         | León Mejía (COL) · Paul Nyman (FIN) · 12,8 | 1.                 | Anésio Argenton (BRA) · 12,6 | 1.             | Michel Rousseau (FRA) · 12,6, 11,4 | kiesett              | kiesett              | 5.       |

Időfutam
| Versenyző    | Versenyszám  | Idő    | Helyezés |
| ------------ | ------------ | ------ | -------- |
| Alfred Swift | Férfi egyéni | 1:11,6 |          |

Tandem
| Versenyző                         | Versenyszám     | 1. forduló | 1. forduló | Vigaszág             | Vigaszág | Vigaszág vesztesei     | Vigaszág vesztesei | Negyeddöntő                                           | Elődöntő             | Döntő                | Helyezés |
| Versenyző                         | Versenyszám     | Ellenfelek Győztes idő                                                                                               | Hely.      | Ellenfél Győztes idő | Hely.    | Ellenfelek Győztes idő | Hely.              | Ellenfél Győztes idő                                  | Ellenfél Győztes idő | Ellenfél Győztes idő | Helyezés |
| --------------------------------- | --------------- | --- | ---------- | -------------------- | -------- | ---------------------- | ------------------ | ----------------------------------------------------- | -------------------- | -------------------- | -------- |
| Raymond Robinson Thomas Shardelow | Férfi kétüléses | Egyesült Német Csapat (EUA) · Fritz Neuser · Günther Ziegler · Ausztrália (AUS) · Joey Browne · Tony Marchant · 11,2 | 1.         |                      |          |                        |                    | Ausztrália (AUS) · Joey Browne · Tony Marchant · 10,8 | kiesett              | kiesett              | 5.       |

Üldözőverseny
| Versenyző                                             | Versenyszám  | Selejtező                                                                                            | Selejtező | Selejtező | Negyeddöntő                                                                                             | Negyeddöntő | Negyeddöntő | Elődöntő                                                                                            | Elődöntő  | Elődöntő | Döntő | Döntő     | Helyezés |
| Versenyző                                             | Versenyszám  | Ellenfél Idő                                                                                         | Saját idő | Hely.     | Ellenfél Idő                                                                                            | Saját idő   | Hely.       | Ellenfél Idő                                                                                        | Saját idő | Hely.    | Ellenfél Idő | Saját idő | Helyezés |
| ----------------------------------------------------- | ------------ | --- | --------- | --------- | --- | ----------- | ----------- | --------------------------------------------------------------------------------------------------- | --------- | -------- | --- | --------- | -------- |
| Robert Fowler Jan Hettema Charles Jonker Alfred Swift | Férfi csapat | Olaszország (ITA) · Antonio Domenicali · Leandro Faggin · Franco Gandini · Virginio Pizzali · 4:44,8 | 4:51,6    | 2.        | Belgium (BEL) · André Bar · Gustaaf De Smet · François De Wagheneire · Guillaume Van Tongerloo · 4:54,6 | 4:47,8      | 1.          | Franciaország (FRA) · René Bianchi · Jean Graczyk · Jean-Claude Lecante · Michel Vermeulin · 4:39,0 | 4:41,0    | 2.       | Bronzmérkőzés · Nagy-Britannia (GBR) · Donald Burgess · Michael Gambrill · John Geddes · Thomas Simpson · 4:42,2 | 4:43,8    | 4.       |

## Ökölvívás
| Versenyző         | Versenyszám   | 32-es főtábla           | Nyolcaddöntő                  | Negyeddöntő               | Elődöntő                       | Döntő             | Helyezés |
| Versenyző         | Versenyszám   | Ellenfél Eredmény       | Ellenfél Eredmény             | Ellenfél Eredmény         | Ellenfél Eredmény              | Ellenfél Eredmény | Helyezés |
| ----------------- | ------------- | ----------------------- | ----------------------------- | ------------------------- | ------------------------------ | ----------------- | -------- |
| Albert Ludick     | Légsúly       | Abel Laudonio (ARG) · V | kiesett                       | kiesett                   | kiesett                        | kiesett           | 17.      |
| Leonard Leisching | Pehelysúly    | erőnyerő                | Henryk Niedźwiedzki (POL) · V | kiesett                   | kiesett                        | kiesett           | 9.       |
| Henry Loubscher   | Kisváltósúly  | erőnyerő                | Leslie Mason (CAN) · GY       | Joseph Shaw (USA) · GY    | Vladimir Jengibarján (URS) · V | kiesett           |          |
| Nicholas André    | Váltósúly     |                         | Lee Shih-chuan (ROC) · GY     | Nicolea Linca (ROU) · V   | kiesett                        | kiesett           | 5.       |
| Alexander Webster | Nagyváltósúly |                         | John McCormack (GBR) · V      | kiesett                   | kiesett                        | kiesett           | 9.       |
| Piet van Vuuren   | Félnehézsúly  |                         | Gheorghe Negrea (ROU) · V     | kiesett                   | kiesett                        | kiesett           | 9.       |
| Daniel Bekker     | Nehézsúly     |                         | erőnyerő                      | José Giorgetti (ARG) · GY | Pete Rademacher (USA) · RSC    | kiesett           |          |

## Öttusa
| Versenyző                                            | Versenyszám | Lovaglás      | Lovaglás      | Lovaglás      | Lovaglás      | Vívás            | Vívás            | Vívás            | Lövészet | Lövészet | Lövészet | Úszás   | Úszás   | Úszás   | Futás   | Futás   | Futás   | Összesen    | Összesen    |
| Versenyző                                            | Versenyszám | Idő           | Bünt.         | Pont          | Hely.         | Eredmény         | Pont             | Hely.            | Pontszám | Pont     | Hely.    | Idő     | Pont    | Hely.   | Idő     | Pont    | Hely.   | Összes pont | Helyezés    |
| ---------------------------------------------------- | ----------- | ------------- | ------------- | ------------- | ------------- | ---------------- | ---------------- | ---------------- | -------- | -------- | -------- | ------- | ------- | ------- | ------- | ------- | ------- | ----------- | ----------- |
| Marthinus du Plessis                                 | Egyéni      | nem ért célba | nem ért célba | nem ért célba | nem ért célba | nem állt rajthoz | nem állt rajthoz | nem állt rajthoz | kiesett  | kiesett  | kiesett  | kiesett | kiesett | kiesett | kiesett | kiesett | kiesett | helyezetlen | helyezetlen |
| Harry Schmidt                                        | Egyéni      | 16:04         | 140           | 0,0           | 33.           | 11–24            | 445,0            | 34.              | 142      | 0,0      | 36.      | 5:48,9  | 460,0   | 36.     | 16:53,3 | 661,0   | 34.     | 1566,0      | 36.         |
| Okkie van Greunen                                    | Egyéni      | 14:10         | 180           | 195,0         | 27.           | 18–17            | 704,0            | 13.              | 184      | 780,0    | 16.      | 4:44,1  | 780,0   | 26.     | 15:19,7 | 943,0   | 22.     | 3402,0      | 26.         |
| Marthinus du Plessis Harry Schmidt Okkie van Greunen | Csapat      |               |               | 195,0         | 12.           |                  | nem állt rajthoz | nem állt rajthoz |          | kiesett  | kiesett  |         | kiesett | kiesett |         | kiesett | kiesett | helyezetlen | helyezetlen |

## Sportlövészet
Férfi
| Versenyző      | Versenyszám           | Döntő | Döntő    |
| Versenyző      | Versenyszám           | Pont  | Helyezés |
| -------------- | --------------------- | ----- | -------- |
| Johannes Human | Sportpuska, fekvő     | 595   | 17.      |
| Robin Lavine   | Sportpuska, fekvő     | 593   | 30.      |
| Robin Lavine   | Sportpuska, összetett | 1082  | 41.      |

## Súlyemelés
| Versenyző      | Versenyszám | Nyomás   | Nyomás   | Szakítás | Szakítás | Lökés    | Lökés    | Összesen | Helyezés |
| Versenyző      | Versenyszám | Eredmény | Helyezés | Eredmény | Helyezés | Eredmény | Helyezés | Összesen | Helyezés |
| -------------- | ----------- | -------- | -------- | -------- | -------- | -------- | -------- | -------- | -------- |
| Reg Gaffley    | 56 kg       | 97,5     | 4.       | 90,0     | 7.       | 117,5    | =8.      | 305,0    | 7.       |
| Gaston Gaffney | 56 kg       | 87,5     | =7.      | 85,0     | =9.      | 112,5    | =11.     | 285,0    | 10.      |
| Jannie Greeff  | 75 kg       | 115,0    | 7.       | 107,5    | 11.      | 142,5    | =9.      | 365,0    | 10.      |

## Torna
Férfi
| Versenyző      | Versenyszám      | Döntő    | Döntő    |
| Versenyző      | Versenyszám      | Pontszám | Helyezés |
| -------------- | ---------------- | -------- | -------- |
| Ronnie Lombard | Talaj            | 16,25    | =56.     |
| Ronnie Lombard | Ugrás            | 17,90    | =50.     |
| Ronnie Lombard | Korlát           | 14,80    | 60.      |
| Ronnie Lombard | Nyújtó           | 17,95    | 43.      |
| Ronnie Lombard | Gyűrű            | 15,90    | 52.      |
| Ronnie Lombard | Lólengés         | 18,05    | =33.     |
| Ronnie Lombard | Egyéni összetett | 100,85   | 51.      |
| Jack Wells     | Talaj            | 16,50    | 54.      |
| Jack Wells     | Ugrás            | 17,45    | 59.      |
| Jack Wells     | Korlát           | 15,35    | =58.     |
| Jack Wells     | Nyújtó           | 17,20    | 52.      |
| Jack Wells     | Gyűrű            | 15,85    | 53.      |
| Jack Wells     | Lólengés         | 17,45    | 48.      |
| Jack Wells     | Egyéni összetett | 99,80    | 53.      |

## Úszás
Férfi
| Versenyző                                           | Versenyszám          | Előfutam | Előfutam | Előfutam | Elődöntő | Elődöntő | Elődöntő | Döntő   | Döntő    |
| Versenyző                                           | Versenyszám          | Idő      | Hely.    | Össz.    | Idő      | Hely.    | Össz.    | Idő     | Helyezés |
| --------------------------------------------------- | -------------------- | -------- | -------- | -------- | -------- | -------- | -------- | ------- | -------- |
| Dennis Ford                                         | 100 m gyors          | 59,5     | 6.       | 20.      | kiesett  | kiesett  | kiesett  | kiesett | kiesett  |
| Peter Duncan                                        | 100 m gyors          | 1:00,4   | 7.       | 31.      | kiesett  | kiesett  | kiesett  | kiesett | kiesett  |
| Peter Duncan                                        | 1500 m gyors         | 19:58,5  | 4.       | 19.      |          |          |          | kiesett | kiesett  |
| Peter Duncan                                        | 400 m gyors          | 4:46,7   | 2.       | 21.      |          |          |          | kiesett | kiesett  |
| Tony Briscoe                                        | 400 m gyors          | 4:41,4   | 2.       | 13.      |          |          |          | kiesett | kiesett  |
| Billy Steuart                                       | 400 m gyors          | 4:43,0   | 6.       | 17.      |          |          |          | kiesett | kiesett  |
| Billy Steuart                                       | 100 m gyors          | 59,2     | 3.       | 18.      | kiesett  | kiesett  | kiesett  | kiesett | kiesett  |
| Billy Steuart Tony Briscoe Dennis Ford Peter Duncan | 4 × 200 m gyorsváltó | 8:43,0   | 4.       | 7.       |          |          |          | 8:49,5  | 8.       |

Női
| Versenyző                                                      | Versenyszám          | Előfutam | Előfutam | Előfutam | Elődöntő | Elődöntő | Elődöntő | Döntő   | Döntő    |
| Versenyző                                                      | Versenyszám          | Idő      | Hely.    | Össz.    | Idő      | Hely.    | Össz.    | Idő     | Helyezés |
| -------------------------------------------------------------- | -------------------- | -------- | -------- | -------- | -------- | -------- | -------- | ------- | -------- |
| Jeanette Myburgh                                               | 100 m gyors          | 1:07,1   | 4.       | 12.*     | 1:06,7   | 8.       | 13.      | kiesett | kiesett  |
| Natalie Myburgh                                                | 100 m gyors          | 1:05,1   | 2.       | 4.*      | 1:06,0   | 4.       | 8.       | 1:05,8  | 8.       |
| Natalie Myburgh                                                | 400 m gyors          | 5:16,8   | 3.       | 10.*     |          |          |          | kiesett | kiesett  |
| Susan Roberts                                                  | 400 m gyors          | 5:16,8   | 4.       | 10.*     |          |          |          | kiesett | kiesett  |
| Susan Roberts                                                  | 100 m gyors          | 1:07,9   | 4.       | 16.      | 1:06,6   | 7.       | 12.      | kiesett | kiesett  |
| Moira Abernethy                                                | 100 m hát            | 1:15,4   | 6.       | 10.*     |          |          |          | kiesett | kiesett  |
| Natalie Myburgh Susan Roberts Moira Abernethy Jeanette Myburgh | 4 × 100 m gyorsváltó | 4:26,8   | 1.       | 2.       |          |          |          | 4:25,7  |          |

* - egy másik versenyzővel azonos időt ért el

## Vitorlázás
Nyílt
| Versenyző                                  | Versenyszám | Futam | Futam | Futam | Futam | Futam | Futam | Futam | Pontszám | Helyezés |
| Versenyző                                  | Versenyszám | 1     | 2     | 3     | 4     | 5     | 6     | 7     | Pontszám | Helyezés |
| ------------------------------------------ | ----------- | ----- | ----- | ----- | ----- | ----- | ----- | ----- | -------- | -------- |
| Eric Bongers                               | Finn dingi  | 323   | 323   | 1402  | 800   | (0)   | 703   | 361   | 3912     | 6.       |
| Alfred Evans John Sully                    | Sharpie     | 312   | 738   | (0)   | 0     | 613   | 516   | 738   | 2917     | 5.       |
| Denis Hegarty Noel Horsfield Geoff Myburgh | 5,5 méteres | 323   | 198   | 499   | (0)   | 198   | 101   | 256   | 1575     | 9.       |